# Phymatostetha albitarsis
Phymatostetha albitarsis är en insektsart som beskrevs av Melichar 1915. Phymatostetha albitarsis ingår i släktet Phymatostetha och familjen spottstritar. Inga underarter finns listade i Catalogue of Life.